# Tombé pour elle (chanson de Booba)
Pour les articles homonymes, voir Tombé pour elle.
Singles de Booba
Caramel
(2012) A.C. Milan
(2013)
Tombé pour elle est une chanson du rappeur français Booba sortie le 23 novembre 2012 sous le major Universal Music. 2e single extrait de son 6e album studio Futur, la chanson est écrite par Élie Yaffa. Le clip vidéo sort le 23 novembre 2012. Le single entre à la 6e place du hit-parade français la semaine du 26 novembre 2012.
De prime abord, on pourrait penser que Tombé pour elle est une chanson sur une relation amoureuse avec une femme, mais Booba parle en réalité de "la Rue" qu'il personnifie.

## Classements hebdomadaires
| Classements (2012)                      | Meilleure position |
| --------------------------------------- | ------------------ |
| Belgique (Wallonie Ultratop 50 Singles) | 44                 |
| France (SNEP)                           | 16                 |